# Naturschutzgebiet Waldreservat Schanze
Das Naturschutzgebiet Waldreservat Schanze (nördliche Teilfläche) mit einer Größe von 2101 ha liegt südlich von Grafschaft im Stadtgebiet von Schmallenberg im nordrhein-westfälischen Hochsauerlandkreis. Die südliche Grenze des Schutzgebietes ist gleichzeitig die Grenze zum Kreis Siegen-Wittgenstein. Das Gebiet wurde 2008 mit dem Landschaftsplan Schmallenberg Südost durch den Hochsauerlandkreis als Naturschutzgebiet (NSG) ausgewiesen. Es besteht aus drei Teilflächen und liegt vollständig im deutlich größeren FFH-Gebiet Schanze (DE-4816-302), wodurch es zum europäischen Schutzgebietsnetz Natura 2000 gehört. Das FFH-Gebiet setzt sich im angrenzenden Kreis Siegen-Wittgenstein im Gebiet von Bad Berleburg und Erndtebrück fort. Der Zusatz nördliche Teilfläche im Namen des Naturschutzgebiets bezieht sich auf dieses FFH-Gebiet, dessen südlicher Teil von den Naturschutzgebieten Rothaarkamm am Grenzweg (SI-091 in Bad Berleburg) und Rothaarkamm am Grenzweg (SI-122 in Erndtebrück) eingenommen wird.

## Gebietsbeschreibung

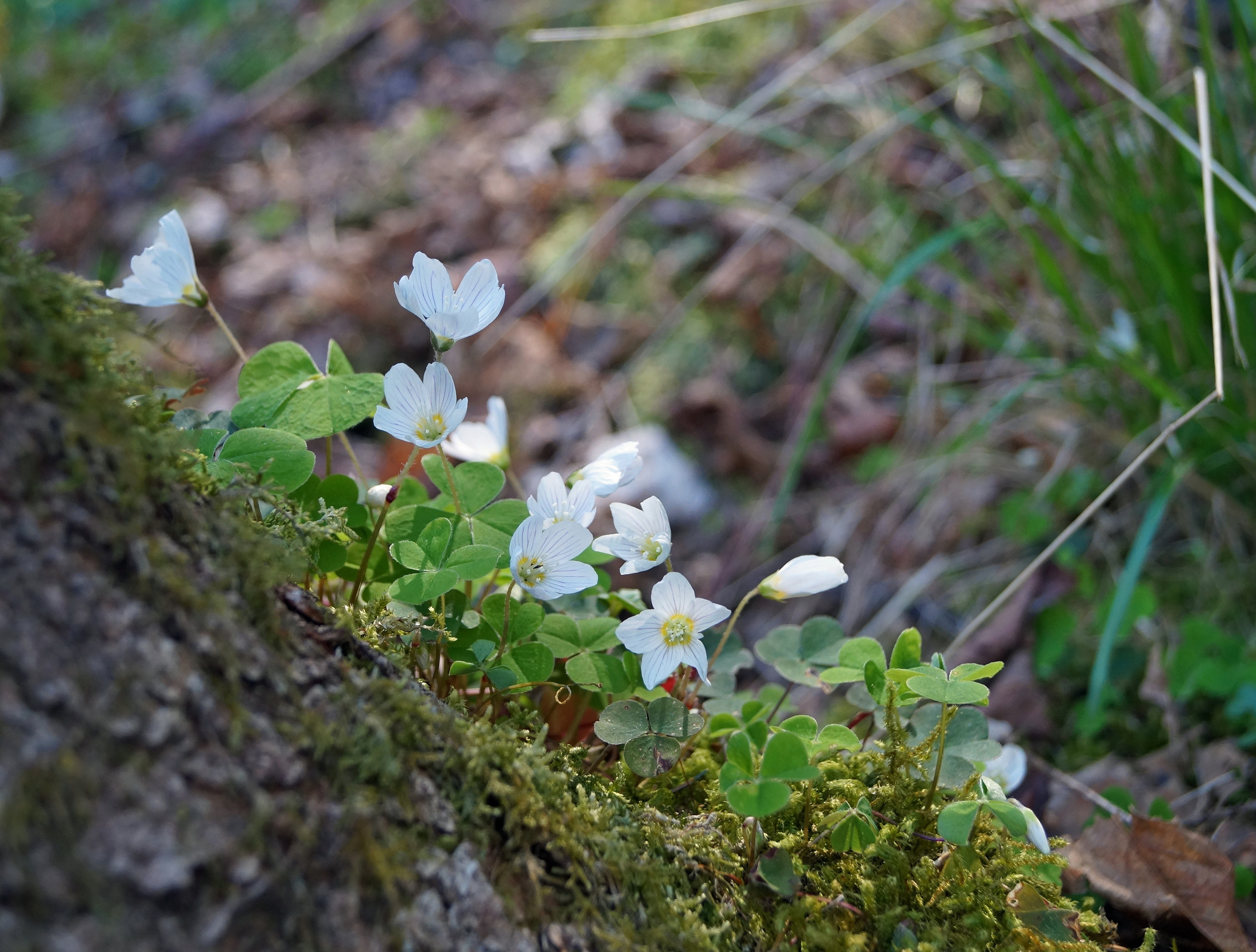
Waldsauerklee auf einem Baumstumpf im NSG

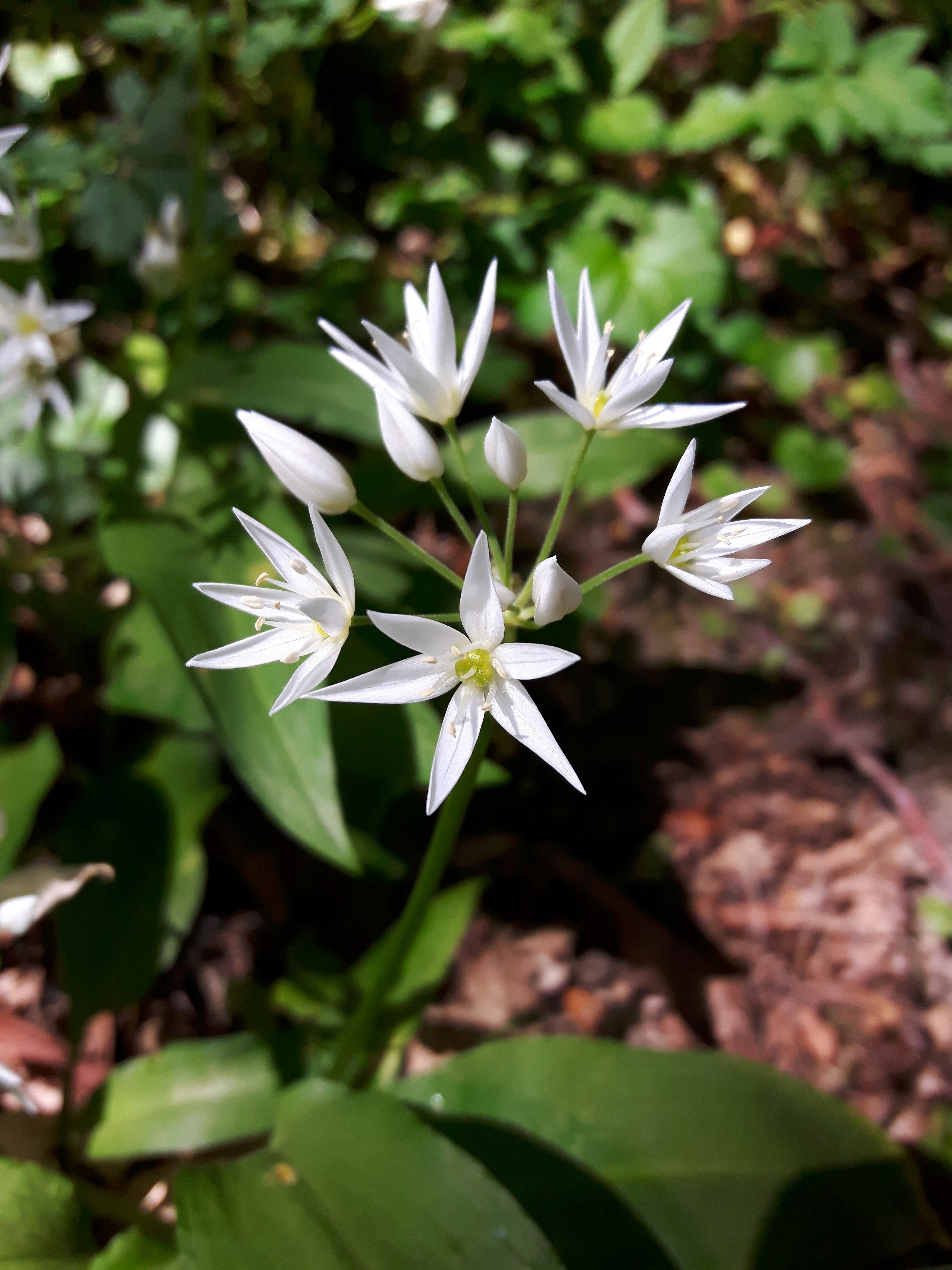
Bärlauchblüte

Beim NSG handelt es sich zum Großteil um Rotbuchenwälder. Im Gebiet kommen auch Schluchtwald und Schatthangwald vor. In Auenbereichen bestehen Schwarzerlenwälder. Daneben kommen in den Tälern kleine Grünlandbereiche vor. Im NSG gibt es größere Bereiche mit Rotfichtenwäldern, welche nicht ins Schutzgebiet einbezogen wurden und so wie Inseln im Buchenwald liegen. Im NSG kommen seltene Tier- und Pflanzenarten vor.

## Tier- und Pflanzenarten im NSG
Im NSG kommen seltene Tier- und Pflanzenarten vor. Im NSG wurden die Tierarten Erdkröte, Kolkrabe und Schwarzspecht nachgewiesen. Im NSG sind seit 2013 auch Wisente der frei lebenden Herde der Wisent-Wildnis anzutreffen.
Vom Landesamt für Natur, Umwelt und Verbraucherschutz Nordrhein-Westfalen dokumentierter Pflanzenarten: Acker-Witwenblume, Ährige Teufelskralle, Alpen-Hexenkraut, Aronstab, Bach-Kurzbüchsenmoos, Bach-Nelkenwurz, Bach-Spatenmoos, Bachbunge, Bärlauch, Behaarte Segge, Berg-Gabelzahnmoos, Berg-Platterbse, Bergulme, Berg-Weidenröschen, Bergfarn, Besenginster, Besenheide, Bitteres Schaumkraut, Blutwurz, Braunstieliger Streifenfarn, Breitblättriger Thymian, Buchenfarn, Buschwindröschen, Christophskraut, Dorniger Schildfarn, Echte Nelkenwurz, Echter Baldrian, Echter Wurmfarn, Echtes Apfelmoos, Echtes Johanniskraut, Echtes Mädesüß, Echtes Salomonssiegel, Echtes Springkraut, Eichenfarn, Einbeere, Etagenmoos, Fluss-Stumpfdeckel, Frauenfarn, Fuchssches Greiskraut, Gänseblümchen, Gamander-Ehrenpreis, Geflecktes Johanniskraut, Geflügeltes Johanniskraut, Gegenblättriges Milzkraut, Gehörnter Sauerklee, Gemeiner Hohlzahn, Gemeiner Rainkohl, Gemeines Kurzbüchsenmoos, Gemeines Weißmoos, Gewelltes Plattmoos, Gewimpertes Kreuzlabkraut, Gewöhnliche Goldnessel, Gewöhnliche Pestwurz, Gewöhnlicher Dornfarn, Gewöhnlicher Tüpfelfarn, Gewöhnliches Gabelzahnmoos, Gewöhnliches Ferkelkraut, Gras-Sternmiere, Großer Dornfarn, Großes Hexenkraut, Großes Muschelmoos, Grünliche Waldhyazinthe, Gundermann, Hain-Gilbweiderich, Hain-Sternmiere, Harzer Labkraut, Hasenpfoten-Segge, Heidelbeere, Hellstreifiges Doppelblattmoos, Herbstzeitlose, Hirse-Segge, Jakobs-Greiskraut, Kegelkopfmoos, Kelch-Beckenmoos, Kleine Bibernelle, Kleine Braunelle, Kleine Klette, Kleiner Baldrian, Kleiner Dornfarn, Kleines Habichtskraut, Kleines Immergrün, Kleines Muschelmoos, Kletten-Labkraut, Knoblauchsrauke, Knotige Braunwurz, Kriechender Günsel, Kriechender Hahnenfuß, Kuckucks-Lichtnelke, Lanzett-Weidenröschen, Magerwiesen-Margerite, Maiglöckchen, Mauerlattich, Moschus-Malve, Pfennigkraut, Pillen-Segge, Quell-Sternmiere, Quirl-Weißwurz, Rauhhaariger Kälberkropf, Rippenfarn, Roter Fingerhut, Rundblättrige Glockenblume, Ruprechtskraut, Salbei-Gamander, Schlangen-Knöterich, Schmalblättriges Weidenröschen, Schwanenhals-Sternmoos, Schwarzstieliger Streifenfarn, Schönes Frauenhaarmoos, Schönes Johanniskraut, Schönes Kranzmoos, Schwarze Königskerze, Seidelbast, Spitzblütige Binse, Spitzlappiger Frauenmantel, Spring-Schaumkraut, Sprossender Bärlapp, Sumpfdotterblume, Sumpf-Labkraut, Sumpf-Pippau, Sumpf-Vergissmeinnicht, Sumpffarn, Ufer-Schnabeldeckelmoos, Wald-Bingelkraut, Wald-Ehrenpreis, Wald-Labkraut, Wald-Schaumkraut, Wald-Veilchen, Wald-Ziest, Waldmeister, Wechselblättriges Milzkraut, Weiße Pestwurz, Wellenblättriges Katharinenmoos, Wiesen-Bärenklau, Wiesen-Flockenblume, Wiesen-Kerbel, Wiesen-Platterbse, Wildes Silberblatt, Wimper-Segge, Winkel-Segge, Winter-Linde, Wirbeldost, Zerbrechlicher Blasenfarn, Zweiblättrige Schattenblume, Zweispaltiger Hohlzahn und Zwiebel-Zahnwurz.

## Schutzzweck
Das NSG soll die Wälder mit ihrem Arteninventar schützen.
Wie bei allen Naturschutzgebieten in Deutschland wurde in der Schutzausweisung darauf hingewiesen, dass das Gebiet „wegen der Seltenheit, besonderen Eigenart und Schönheit des Gebietes“ zum Naturschutzgebiet wurde.